# Copelatus lineatipennis
Copelatus lineatipennis är en skalbaggsart som beskrevs av Guignot 1955. Copelatus lineatipennis ingår i släktet Copelatus och familjen dykare. Inga underarter finns listade i Catalogue of Life.